# Castelló de Rugat
Castelló de Rugat (em valenciano e oficialmente) ou Castellón de Rugat (em castelhano), também conhecido como Castelló de les Gerres e Castellón del Duc, é um município da Espanha na província de Valência, Comunidade Valenciana. Tem 19,1 km² de área e em 2021 tinha 2 316 habitantes (densidade: 121,3 hab./km²).

## Demografia
| Variação demográfica do município entre 1991 e 2004 | Variação demográfica do município entre 1991 e 2004 | Variação demográfica do município entre 1991 e 2004 | Variação demográfica do município entre 1991 e 2004 |
| --------------------------------------------------- | --------------------------------------------------- | --------------------------------------------------- | --------------------------------------------------- |
| 1991                                                | 1996                                                | 2001                                                | 2004                                                |
| 2045                                                | 2069                                                | 2186                                                | 2301                                                |